# Хосе Марті
Хосе́ Хуліа́н Марті-і-Пе́рес (ісп. José Julián Martí y Pérez; 28 січня 1853 — 19 травня 1895) — кубинський поет, письменник, публіцист і революціонер, лідер визвольного руху Куби від Іспанії. На батьківщині його вважають національним героєм, якого називають «Апостолом незалежності». У літературних колах він відомий як батько кубинського модернізму.

## Біографія

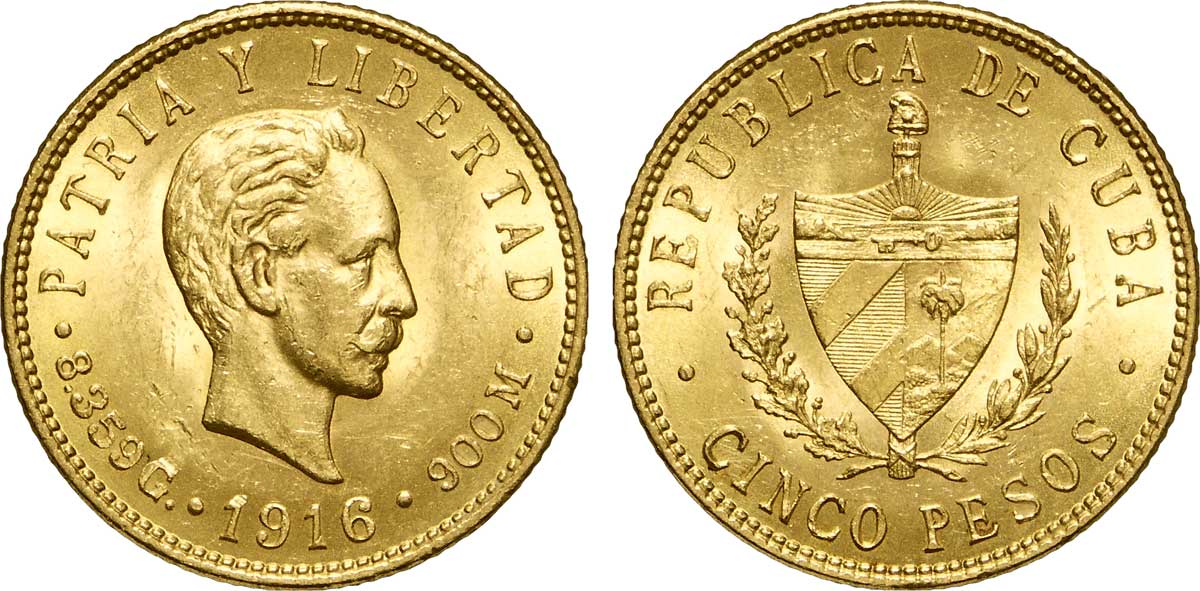
Кубинська золота монета номіналом 5 песо із зображенням Хосе Марті (1916 рік)

Хосе Марті, син Маріано Марті із Валенсії і Леонор Перес Кабрера із Тенерифе (Канарські острови), народився 28 січня 1853 рік в Гавані. Коли Марті було чотири роки, сім'я перебралася у Валенсію, але за два роки повернулася назад на Кубу, де він отримав початкову освіту в школі в районі Санта-Клара. У 1865 році Хосе вступив до училища, директор якого, Рафаель Марея де Мендіве, значно вплинув на формування його політичної філософії. Дізнавшись із новин про вбивство Авраама Лінкольна, Хосе та інші учні влаштували траур на знак поваги до заслуг президента США у викоріненні рабства.
У 15 років Хосе Марті уже опублікував декілька власних поем, а в 16 — заснував народно-патріотичну газету «La patria libre» («Вільна Батьківщина»).
Під час революційного повстання, що спалахнуло на Кубі у 1868 рік (так званої Десятилітньої війни — першої з трьох, що велися за незалежність Куби від Іспанії), він відкрито симпатизував повсталим, за що був засуджений на 6 місяців до каторжних робіт в каменоломнях «Сан Ласаро», провів деякий час на "острові ув'язнених" Пінос, а в 1871 рік бул депортований в Іспанію. Там він продовжив свою освіту і літературну роботу, отримав вчений ступінь в галузі літератури, права і філософії, які вивчав у Мадридському університеті. Перша публіцистична брошура Марті «Політична тюрма на Кубі» (про в'язнів каторжних тюрем) була опублікована саме в Мадриді. У 1874 році Марті одержав звання магістра гуманітарних наук і ступінь з юриспруденції в Університеті Сарагоси.
Кілька наступних років він провів у Франції, Мексиці, Гватемалі та Венесуелі. Повернувшись на Кубу 1879 року, брав участь у підготовці повстання проти іспанської колоніальної адміністрації, за що був знову висланий до Іспанії.
У 1880—1895 роках перебував у США, де працював кореспондентом латиноамериканських газет, писав статті, книги, займався викладацькою діяльністю. Розгорнув активну діяльність з підготовки нового повстання на Кубі. Із розрізнених громадських організацій Марті створив Кубинську революційну партію (КРП, 1892), що об'єднала представників різних соціальних верств і відіграла вирішальну роль в організації національно-визвольного повстання на Кубі, яке почалося 24 лютого 1895. Центральним друкованим органом КРП була заснована Марті газета «Pátria» («Вітчизна»).
У квітні 1895 року Марті повернувся на Кубу для безпосередньої участі у повстанні. Через місяць він загинув у бою з іспанськими військами поблизу Дос Ріоса, біля місця сходження річок Контрамаестре і Кауто. Його тіло потрапило до рук іспанців, ті його поховали, але незабаром ексгумували.

## Цікаві факти

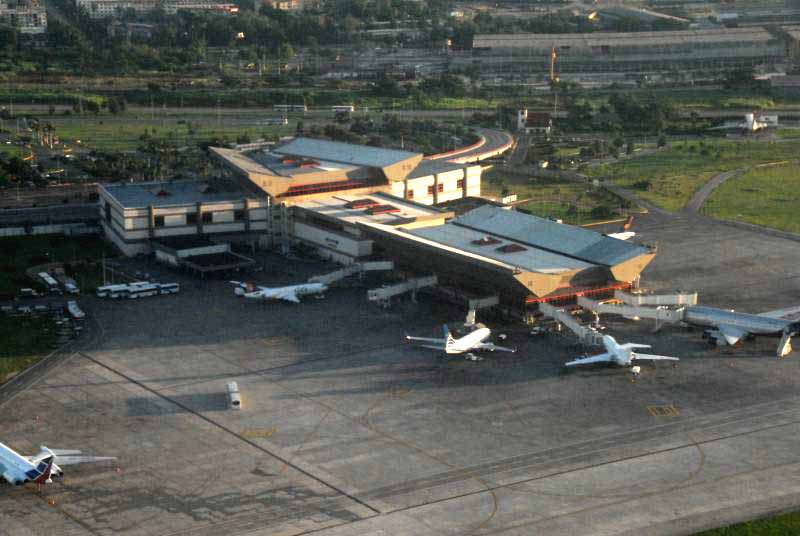
Його ім'ям названо аеропорт Гавани — Аеропорт Хосе Марті

- У 1925 році в Гавані було Відкрито Дім - музей Хосе Марті.
- 30 червня 1951 році (ще під час правління президента Карлоса Пріо) на кладовищі Санта-Іфігенія (Сантьяго-де-Куба) було урочисто відкрито мавзолей Хосе Марті. 24-метрова будівля мавзолею — одне з найпопулярніших місць Куби. Щопівгодини біля його підніжжя відбувається зміна караулу.
- У 1962 році в Москві на вул. Спиридонівка, 28 встановлено пам'ятник Хосе Марті роботи скульптора П. Є. Шапіро [3](55°45′43″ пн. ш. 37°35′29″ сх. д. / 55.76194° пн. ш. 37.59139° сх. д.).
- 22 березня 2015 році бюст Хосе Марті, подарований посольством Республіки Куба в Росії, встановлено в калузькому етнографічному парку-музеї «Етносвіт»[4].(55°14′33″ пн. ш. 36°25′39″ сх. д. / 55.24250° пн. ш. 36.42750° сх. д.)
- Хосе Марті традиційно зображають, за всіх грошових реформ, на купюрі номіналом 1 кубинський песо, незалежно від того, проамериканський був при цьому режим Батісти чи комуністичний Фіделя Кастро.
- У конституції Куби ідеї Хосе Марті закріплені як керівна ідеологічна основа держави поряд з марксистсько-ленінскою философією [5]
- На честь Хосе Марті названо кратер на Меркурії.
- Марті зображений на поштовій марці Угорщини 1973 року.
- У місті Київ встановлено меморіальну дошку та два погруддя (одне на території Посольства Куби в Україні)

## Цитати

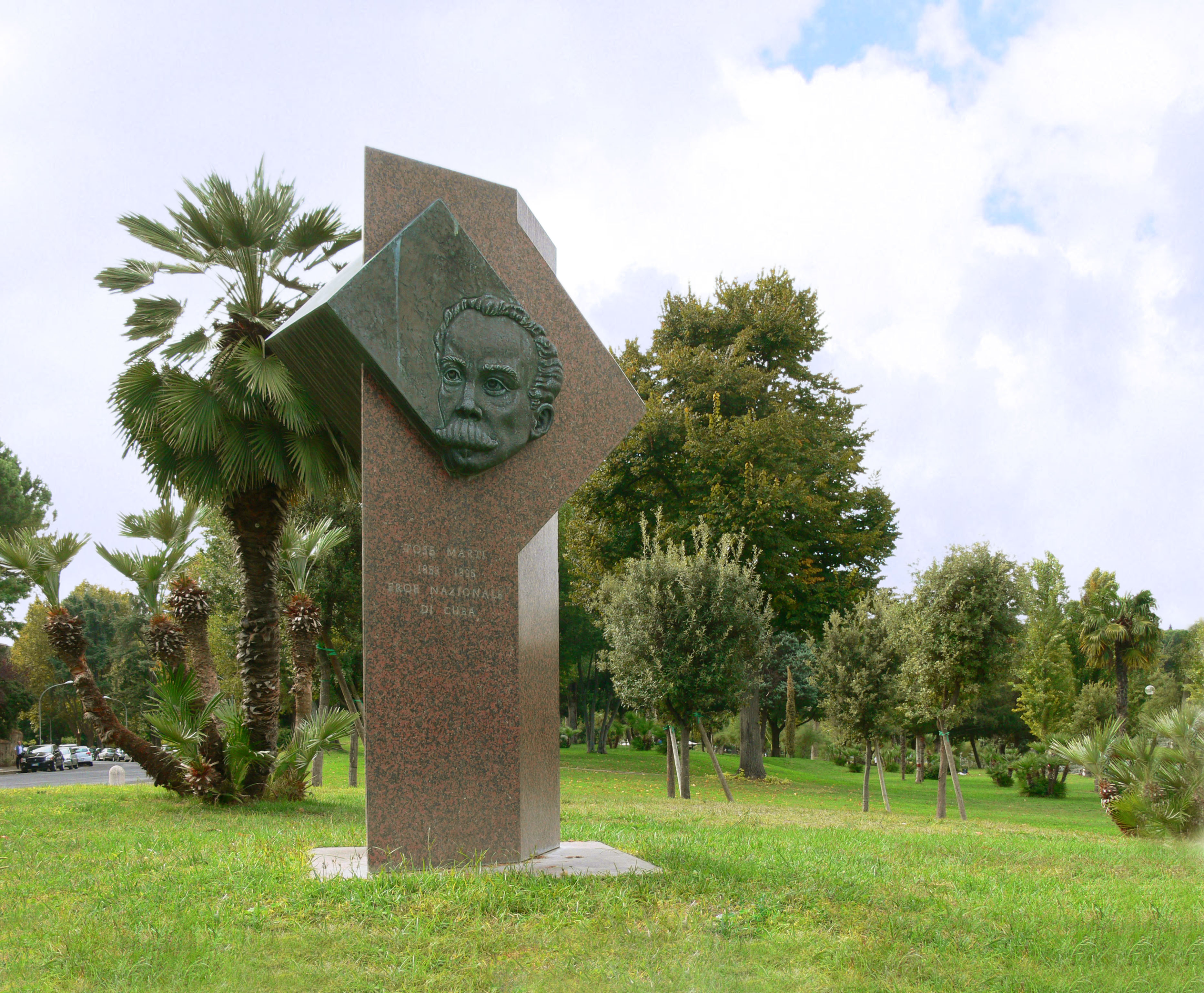
Marti Monument EUR Rome

- Батьківщина — це вівтар, не п'єдестал (ісп. La patria es ara y no pedestal) (тобто Батьківщині треба приносити жертви, як і на вівтарі, а не тільки чекати від неї нагород, як на п'єдесталі).
- Вся слава світу вміщується в зернятку кукурудзи (цитата з листа генералу Антоніо Масео, іспанською звучить так:Yo no trabajo por mi fama, puesto que toda la del mundo cabe en un grano maíz; Фідель Кастро в інтерв'ю телеканалу РТР у 2000 році  сказав, що весь час носить листочок з цією цитатою в кишені гімнастерки)

## Твори
- Марті Х. Північноамериканські сцени. М.: ГІХЛ, 1963.
- Марті Х.Вибране [Текст] / Х. Марті. — М.: Худ. літ., 1978. — 372 с. — (Б-ка кубинської літ.)
- Хуліан дель Касаль. Хосе Марті. Серед сумтіно і тіней. Вибрані вірші. Переклад з іспанської Сергія Александровського. — М.: Водолій, 2011. — 256 с. — (Зірки іноземної поезії). ISBN 978-5-91763-073-1